# Fíachu Tolgrach
Fíachu Tolgrach, fils de Muiredach Bolgrach, est peut-être selon la tradition pseudo historique irlandaise un Ard ri Erenn,

## Règne controversé
Selon le Lebor Gabála Érenn Fiachu Tolgrach n'est pas un Ard ri Erenn. Il tue le précédent « Haut Roi » Art mac Lugdach, mais durant le règne d'Ailill Finn, le fils de Art il est tué dans un combat contre Airgetmar. Son fils Dui Ladrach devient plus tard Ad ri Erenn.
Cependant  dans Geoffrey Keating Foras Feasa ar Éirinn et dans les Annales des quatre maîtres  il succède à Art comme Ard ri Erenn et règne 7 ans jusqu'à ce qu'il soit tué par Ailill Finn,qui lui succède La chronologie  Keating Foras Feasa ar Éirinn dates son règne de 593-586 av. J.-C., et les  Annales des quatre maîtres  de 806-796 av. J.-C.

## Source
- (en) Cet article est partiellement ou en totalité issu de l’article de Wikipédia en anglais intitulé « Fiachu Tolgrach » (voir la liste des auteurs), édition du 8 avril 2012.